# Magyarszombatfa
Magyarszombatfa es un pueblo ubicado en el distrito de Körmend, en el condado de Vas, Hungría.

## Superficie
Posee una superficie de 15,94 kilómetros cuadrados.

## Demografía
Hasta 2019 la población era de 262 habitantes, con una densidad de población de 16,44 habitantes por kilómetro cuadrado.